# Gebhard Leberecht von Blücher
Gebhard Leberecht von Blücher (Rostock, 16 de desembre de 1742 - Krobielowice, 12 de setembre de 1819), Príncep de Wahlstatt, fou un militar prussià. Fou Tinent General el 1806 i Mariscal de Camp el 1813. Comandà exèrcits a les batalles de  Leipzig i Lützen el 1813. Va ser derrotat en la batalla de Ligny el 1815. Va participar en la batalla de Waterloo (1815) com a comandant en cap de l'exèrcit prussià, i va ser un dels dos únics portadors de l'Estrella de la Gran Creu de la Creu de Ferro. L'altre portador va ser Paul von Hindenburg.

## Primers anys
Blücher havia nascut a Rostock (Mecklenburg-Schwerin) i era fill d'un oficial retirat de cavalleria. Va ingressar a l'exèrcit prussià el 1760 després d'haver servit a l'exèrcit suec en contra del seu propi país en tres campanyes successives, durant la Guerra dels Set Anys. En aquells temps no era estrany que un militar barallés de vegades en un bàndol i altres en el contrari. Aquest era el cas del príncep Blücher.

## Caràcter
El general més vell dels que van participar en les Guerres Napoleòniques, Blücher era un home bel·licós, summament intel·ligent i afecte a l'acció directa. Cap de les forces d'hússars durant dècades, havia desenvolupat el gust propi dels comandants d'elit per batre's en primera línia, cosa que li va fer guanyar les crítiques dels seus col·legues i superiors, que consideraven que un estrateg de la seva categoria arriscava massa en cada enfrontament. Si bé això era bo per a la moral de les tropes, se l'acusava de perdre de vista les condicions generals de les batalles i de concentrar-se només en el seu sector del front. La seva especialitat era la cavalleria.

## Carrera militar
Impulsiu i sanguini, els seus freqüents problemes amb el vi, les apostes i els assumptes de dones li van valer l'enemistat de Frederic el Gran. Va perdre ascensos i oportunitats per aquesta causa fins que, després d'una disputa amb el rei, va ser "retirat" a Silèsia, allunyament que va durar setze anys. Durant aquest temps va viure com un ric hisendat.
A l'arribar al poder Frederic Guillem III de Prússia, la sanció de Blücher va ser aixecada i es va reintegrar al servei actiu. Al (1793) va combatre contra les tropes de la Revolució francesa, i a l'any següent va ser ascendit a general de divisió com reconeixement a la seva victòria a Landau. Ascendit a tinent general, va ser fet presoner després de les batalles de  Jena i  Auerstaedt.
El maltractament que va rebre durant la seva captivitat no va fer més que abonar el seu odi contra els francesos en general i contra els oficials de Napoleó Bonaparte en particular, ja que les humiliacions rebudes no eren coherents amb la seva estirp i la seva nissaga. Blücher va jurar venjar-se, i va començar a fer-ho mitjançant els seus nombrosos èxits a la campanya de Silesia en 1813 durant la guerra de la Sisena Coalició.
Sumant això al gran afecte que sentia per les seves tropes, al fet que es considerava un d'ells i al seu intens sentit del patriotisme, Blücher s'autoimposà la "tasca sagrada" de capturar viu i fer penjar a Napoleó, objectiu que guiaria tota la seva actuació durant la campanya de 1815. Durant aquesta etapa va travar amistat amb el general August Neidhardt von Gneisenau, decisió que va contribuir enormement a la seva carrera.  Gneisenau era reflexiu on Blücher era exaltat, cerebral on Blücher determinat, i fred on Blücher era emotiu i colèric. Ambdós es complementaven perfectament.
No obstant això, els historiadors moderns opinen que el Duc de Wellington no hagués obtingut el suport dels prussians de no ser pel francòfob Blücher, ja que Gneisenau odiava als anglesos tant com a Napoleó i no hagués col·laborat amb ells d'estar sol.